# Jerkalnadeipur
Der Jerkalnadeipur (russisch Еркалнадейпур) ist der 423 km lange rechte Quellfluss des Aiwassedapur in Westsibirien (Russland).

## Verlauf
Der Jekalnadeipur entspringt in 180 m an der Nordflanke des östlichen Teils des Sibirischen Landrückens (Sibirskije Uwaly), der dort auch Wechnetasowski-Höhenzug („Oberer Tas-Höhenzug“) genannt wird. Die Quelle befindet sich südlich der 196 m hohen Erhebung Want, im Südosten des Autonomen Kreises der Jamal-Nenzen unweit der Grenze zum Autonomen Kreis der Chanten und Mansen.
Nach wenigen Kilometern in südwestlicher Richtung wendet sich der Fluss nach Westen und fließt etwa parallel zur Hauptachse des Sibirischen Landrückens. In der sumpfigen und seenreichen westsibirischen Waldtundralandschaft mäandriert der Fluss stark. Im Mittellauf ändert sich die Fließrichtung des Jerkalnadeipur auf Nordnordwest. Er vereinigt sich schließlich mit dem Jetypur zum Aiwassedapur, der wiederum die rechte Komponente des Pur darstellt.
In Mündungsnähe ist der Jerkalnadeipur mehr als 100 Meter breit und etwa zwei Meter tief; die Fließgeschwindigkeit beträgt 0,7 m/s. Die bedeutendsten Nebenflüsse sind der Chaljassawei von rechts sowie Sjakundykinkjo und Nepermezajacha von links.

## Hydrologie
Das Einzugsgebiet des Flusses umfasst 7210 km². Der Jerkalnadeipur friert gewöhnlich zwischen der zweiten Oktoberhälfte und der zweiten Maihälfte zu, worauf ein bis Juli andauerndes Hochwasser während der Schneeschmelze folgt. Der herbstliche Eisgang dauert durchschnittlich neun Tage, der im Frühjahr zwei bis sieben Tage.
Die durchschnittliche jährliche Abflussmenge beim Dorf Chaljassawei, 113 km oberhalb der Mündung beträgt 65 m³/s, an der Mündung etwa 70 m³/s. Die wasserärmsten Monate sind Februar bis April; in dieser Zeit erreicht die Eisdecke eine durchschnittliche Dicke von 75 bis 80 cm (maximal 130 cm). Auf den wasserreichsten Monat Juni entfällt mehr als ein Viertel des jährlichen Abflusses.

## Nutzung und Infrastruktur
Der Jerkalnadeipur ist auf 113 Kilometern vom Dorf Chaljassawei – dem einzigen Ort am Fluss – bis zur Mündung schiffbar.
Der durchflossene südöstliche Teil des Rajon Purowski des Autonomen Kreises der Jamal-Nenzen ist nur sehr dünn vorwiegend von halbnomadisch lebenden Rentierzüchtern besiedelt. Zwar wurden auch dort wie im restlichen Teil des Rajons bereits mehrere Erdöllagerstätten entdeckt, wegen der Lage des Gebietes abseits des bisher erschlossenen Territoriums werden diese aber bislang nicht genutzt. Jegliche Infrastruktur in Form von ganzjährig befahrbaren Straßen im Einzugsgebiet des Jerkalnadeipur fehlt deshalb bisher.